# Rhynchophorus
Rhynchophorus es un género de escarabajo de la familia Curculionidae, con un centenar de taxones específicos e infraespecíficos descritos. Los picudos de la palmera del género Rhynchophorus son su mayor plaga a nivel mundial, sobre todo de la palmera cocotera en los trópicos.

## Especies
Este género contienen, entre otras, las siguientes especies:
- Rhynchophorus bilineatus (Montrouzier, 1857)
- Rhynchophorus cruentatus (Fabricius, 1775)
- Rhynchophorus distinctus Wattanapongsiri, 1966
- Rhynchophorus ferrugineus (Olivier, 1790) - Picudo rojo
- Rhynchophorus labatus Ritsema, 1882
- Rhynchophorus palmarum (Linnaeus, 1758) - Picudo negro de la palma
- Rhynchophorus phoenicis (Fabricius, 1801)
- Rhynchophorus quadrangulus Quedenfeldt, 1888
- Rhynchophorus richteri Wattanapongsiri, 1966
- Rhynchophorus vulneratus (Panzer, 1798)

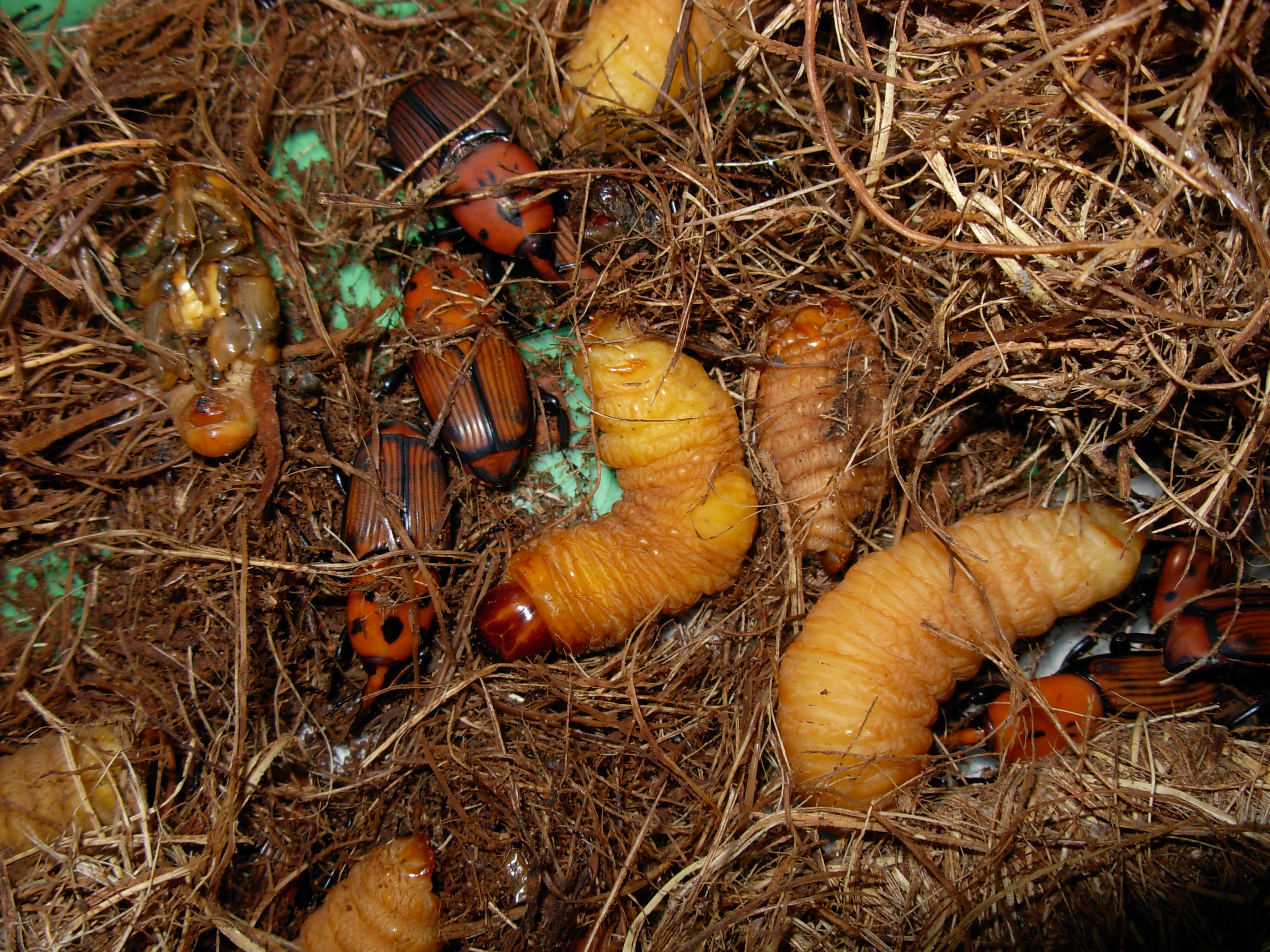
Larva de Rhynchophorus ferrugineus